# Niels Holst-Sørensen

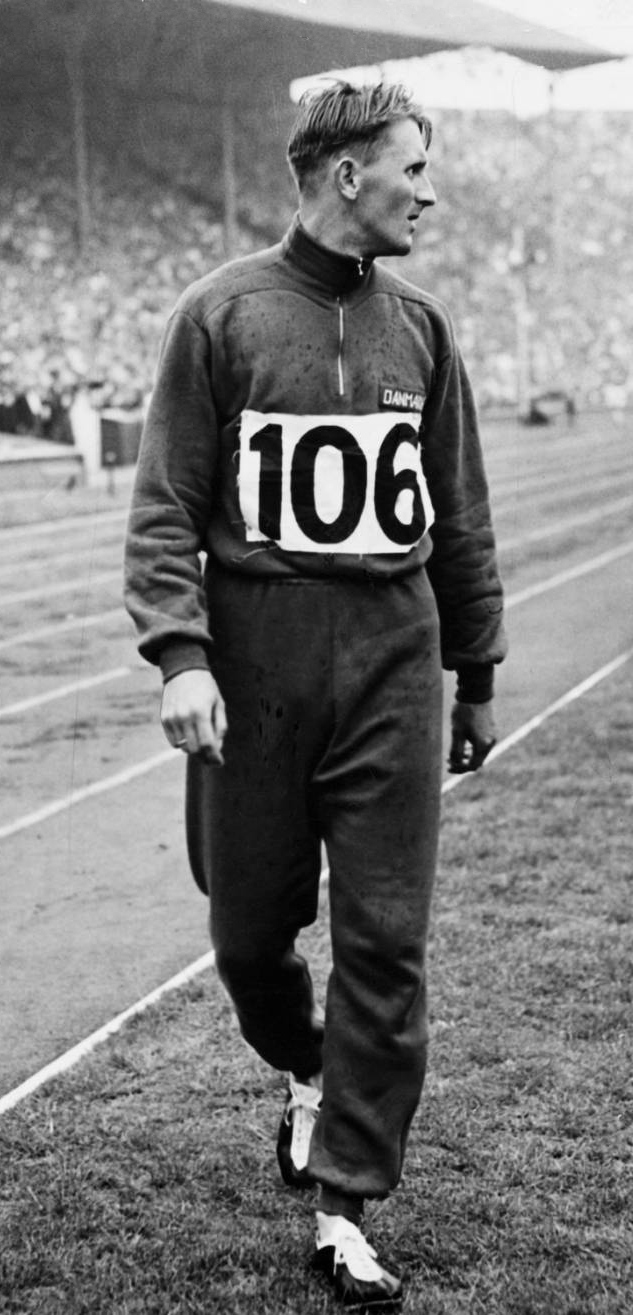
Niels Holst-Sørensen

Niels Holst-Sørensen (* 19. Dezember 1922 in Sønder Felding, Jütland; † 24. Oktober 2023) war ein dänischer Leichtathlet. Nach seiner sportlichen Karriere war er Offizier bei den Dänischen Luftstreitkräften. Ab 1977 war er ordentliches Mitglied, seit 2002 Ehrenmitglied des IOC.

## Sportliche Karriere
1946 fanden die ersten Europameisterschaften nach dem Zweiten Weltkrieg in Oslo statt. Im 400-Meter-Lauf gewann Niels Holst-Sørensen in 47,9 s. Im 800-Meter-Lauf wurde er in 1:51,1 Minuten Zweiter hinter dem Schweden Rune Gustafsson. Mit der dänischen 4-mal-400-Meter-Staffel belegte er Platz vier in 3:15,4 min.
Bei den Olympischen Spielen 1948 in London qualifizierte sich Niels Holst-Sørensen in 1:52,4 min für das Finale, in dem er in 1:53,4 min Achter wurde.
Niels Holst-Sørensen gewann 18 Dänische Meistertitel über 400 und 800 Meter. 1943 war er mit 1:48,9 min Weltjahresbester im 800-Meter-Lauf. Er startete bis 1943 für Herning GF und ab 1944 für Københavns Idræts Forening. Bei einer Körpergröße von 1,78 m betrug sein Wettkampfgewicht 70 kg.
Von 1981 bis 1984 war Niels Holst-Sørensen Präsident des Nationalen Olympischen Komitees. 1977 wurde Niels Holst-Sørensen in das Internationale Olympische Komitee aufgenommen, dem er bis 2002 angehörte. Er war von 1992 bis 2002 viermal im Koordinationsausschuss für die Durchführung der Olympischen Winterspiele. Seit 2002 war er Ehrenmitglied des IOC. Er starb im Alter von 100 Jahren nach kurzer Krankheit.

## Militärische Karriere
Während seiner sportlichen Karriere war Niels Holst-Sørensen Leutnant der Königlich Dänischen Armee. 1950 wechselte er zu den Königlich Dänischen Luftstreitkräften. 1970 wurde er Generalmajor und Oberkommandierender der Luftstreitkräfte. Von 1982 bis 1986 vertrat Niels Holst-Sørensen Dänemark bei der NATO. 1987 wurde er pensioniert.